# Claire Donahue
Claire Donahue, född 12 januari 1989, är en amerikansk simmare. Hon vann två guldmedaljer vid Panamerikanska spelen 2011. Hon kom tvåa i National Championships 2011 i 100m fjäril Hon har deltagit i Olympiska sommarspelen 2012, där hon vann guld i 4×100-meter.